# 平塚宿

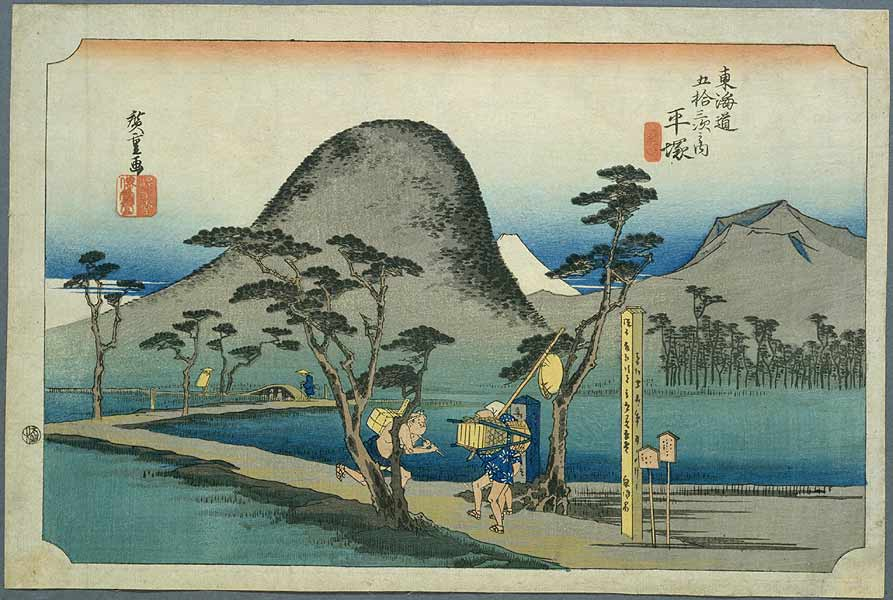
平塚宿（歌川広重『東海道五十三次』より）。背景に見えるのは高麗山

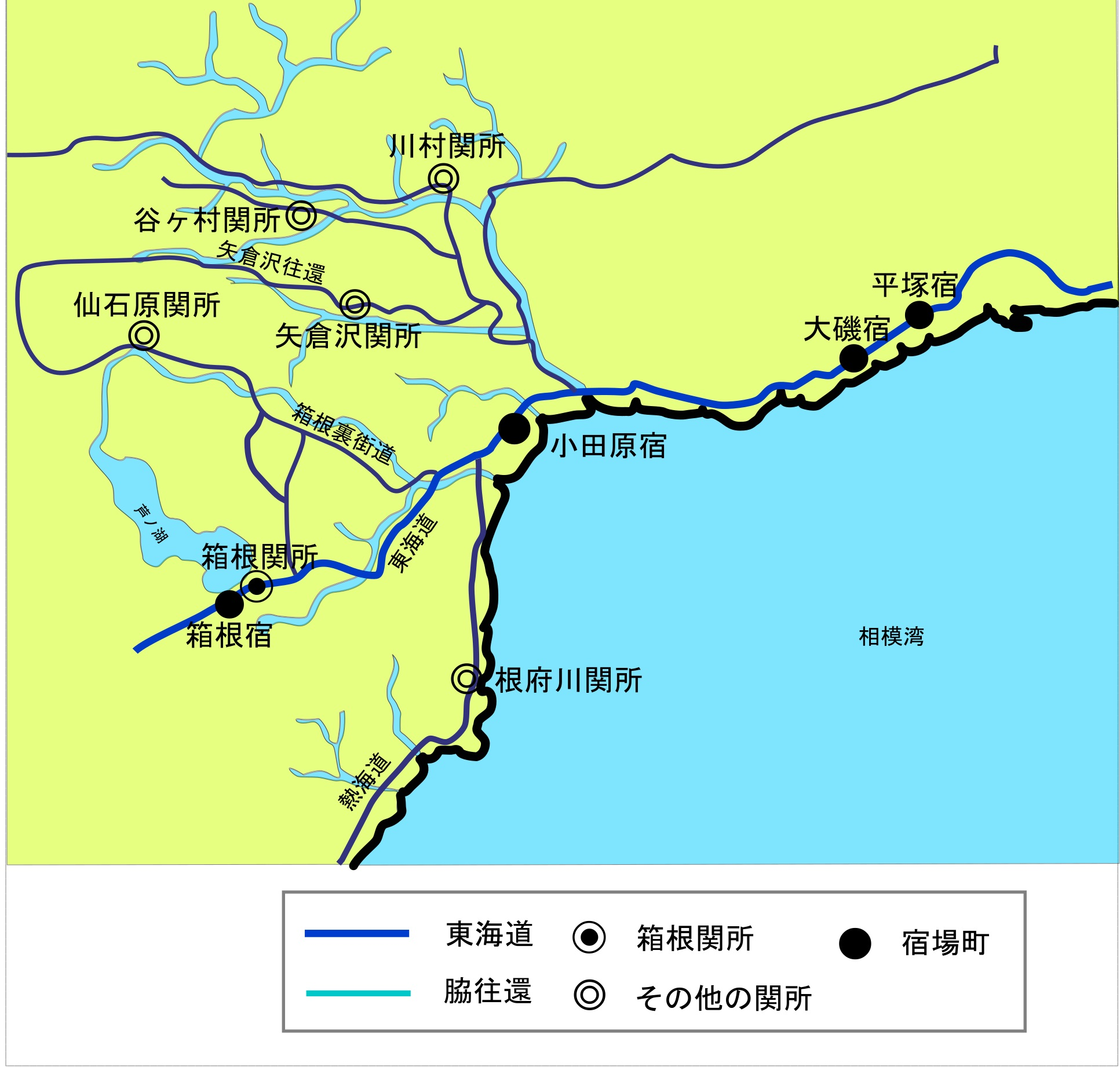
平塚宿と東海道

平塚宿（ひらつかしゅく、ひらつかじゅく）は、東海道五十三次の7番目の宿場である。現在の神奈川県平塚市にあった。

## 最寄り駅
- 東海道本線 平塚駅

## 隣の宿場
藤沢宿 - 平塚宿 - 大磯宿

## 関連文献
- 「糟屋庄 平塚宿」『大日本地誌大系』 第38巻新編相模国風土記稿3巻之48村里部大住郡巻之7、雄山閣、1932年8月。NDLJP:1179219/31。

座標: 北緯35度19分38秒 東経139度20分16秒 / 北緯35.327278度 東経139.337806度